# 의료 복지 주거
1990년대 중반 이탈리아에서 도입된 RSA라는 약어의 의료 복지 주거(이탈리아어: residenza sanitaria assistenziale)는 병원은 아니지만 여전히 의료 지향적이며, 집에서 돌볼 수 없고 몇 주에서 무기한 기간 동안 여러 전문가의 특정 치료 및 포괄적인 의료 서비스가 필요한 자급자족이 불가능한 사람들을 수용한다.

## 특징
1992년 1월 의회에서 승인한 국가의 "노인 목표 프로젝트"(이탈리아어: Progetto Obiettivo Anziani; POA)에서 장애인 노인의 보살핌과 지원에 혁명을 일으켰고, 노인 치료 네트워크가 개략적으로 설명되었고, RSA는 이 네트워크의 기본적 구성 요소 중 하나로 "대부분 자립하지 못하고, 집에서 돌봄을 받을 수 없으며, 지속적이고 지속적인 치료가 필요한 장애인 노인을 위한 병원 외 구조로, 그들에게 숙박 시설과 건강, 지원, 기능적, 사회적 회복 서비스를 제공하는 것을 목표로 한다."라는 내용이 포함되었다. 이 이름에는 정확한 "병원 외 건강"이라는 가치가 포함되어 있다. 형용사 "지원"은 건강 서비스가 사회 서비스 및 전문가와 통합되어야 함을 강조하는 경향이 있다.

## 규제 규율

### 장애인을 위한 의료 거주지(R.S.D.)
장애인을 위한 의료 거주지(이탈리아어: Residenza sanitaria assistenziale per disabili; R.S.D.)

## 같이 보기
- 돈 카를로 뇨키 재단